# Rasac d'Aimet
Rasac d'Aimet (en francès Razac-d'Eymet) és un municipi francès situat al departament de la Dordonya i a la regió de la Nova Aquitània.

## Demografia
| 1962                                       | 1968 | 1975 | 1982 | 1990 | 1999 | 2007 |
| ------------------------------------------ | ---- | ---- | ---- | ---- | ---- | ---- |
| 367                                        | 335  | 281  | 288  | 266  | 282  | 281  |
| Des de 1962: població sense dobles comptes |      |      |      |      |      |      |

## Administració
| Període   | Identitat      | Partit |
| --------- | -------------- | ------ |
| 1989-2001 | Pierre Siozard | PCF    |
| 2001-     | Guy Simonet    | PCF    |